# Celestine Navalayo Masinde
Celestine Navalayo Masinde (12 de janeiro de 1987) é uma jogadora de rugby sevens queniana.

## Carreira
Celestine Navalayo Masinde integrou o elenco da Seleção Queniana Feminina de Rugbi de Sevens, na Rio 2016, que foi 11º colocada.